# 小豆島八十八箇所

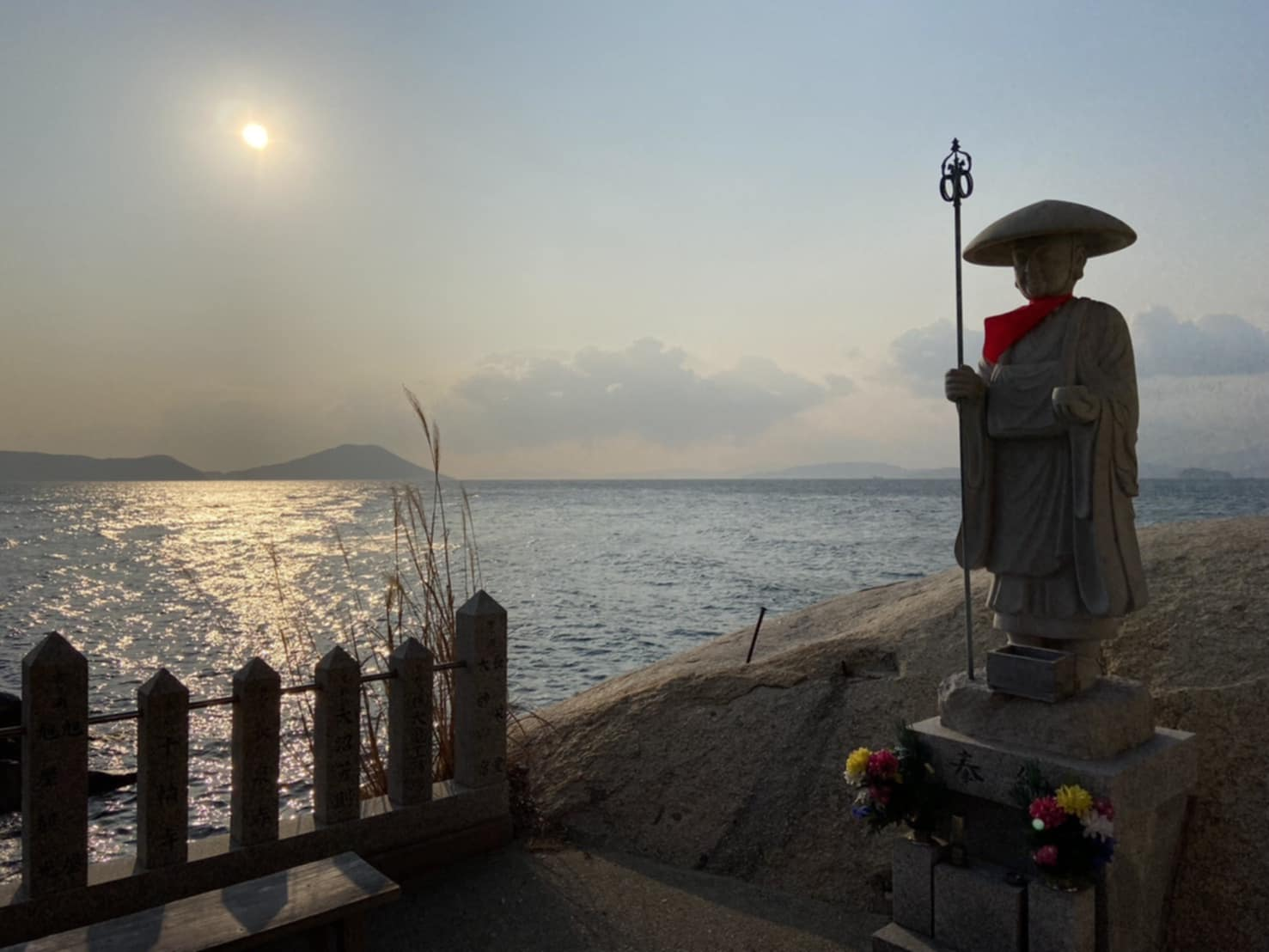
60番 江洞窟

小豆島八十八箇所（しょうどしまはちじゅうはちかしょ）は、瀬戸内海に浮かぶ小豆島における地四国（霊場巡礼、八十八箇所）。愛知県の知多四国霊場、九州の篠栗四国八十八箇所とともに「日本三大新四国霊場」とされる。

## 解説
遍路の起源である辺地修行が盛んな修行地として、山岳修行者を中心に、古くから巡礼の歴史がある霊場である。小豆島の険しい地形を利用した行場を巡る遍路は、四国八十八箇所や他の八十八ヶ所霊場とは異なり、ほとんどの札所で海を望め、目まぐるしく対岸の景色が変化していく様は他に類を見ない。全周はおよそ38里（150km）、徒歩で一週間、車で3泊4日ほどで巡ることができる。
初めて史実に登場したのは貞享3年（1686年）であり、江戸時代の初期には巡拝者の手記が残っており、その頃には四国霊場と同じく朱印をいただきながら巡る体制が整っていた。同じく江戸時代に起こった知多四国霊場（文化6年）、篠栗四国八十八箇所（天保6年）と合わせて「日本三大新四国霊場」の一つとされるが、その中でも最古参であり、設立当初は島内に6社ある八幡宮を含む神仏習合霊場であった。明治期に、八幡宮および別当寺が札所から外れ、移転したことによって、巡拝路と札所の番号が一致しなくなった。また、奥の院および番外として札所の数が増え、現在は94箇所の札所が存在する。
小豆島霊場の寺院は、すべて真言宗寺院なので、本堂の脇仏として弘法大師が奉られることが多く、四国霊場のように本堂とは別に大師堂を設けて、個別に参拝する習慣はない。全札所の中で、寺院30、山岳13、堂庵坊50あり、朱印は寺院でまとめて押下する。そのため、朱印料は、寺院（300円）か山岳・堂庵坊（100円）かによって差別化され、掛け軸、納経帳、白衣など、押下する対象による金額差はない。
しばしば誤解されているのが、四国霊場の札所と御本尊を地元に写して、そこを巡ることによって、四国霊場を巡礼したことと同じ功徳を得られるとした「写し霊場」の一つをされている点で、成立時から現在に至るまで、小豆島霊場の中に四国霊場と同一の札所は存在しない。それゆえ、瀬戸内海の島嶼（淡路島、粟島、因島、弓削島、大島など）に存在する写し霊場を「島四国」として、その中に小豆島を含めることは霊場の歴史・規模を見誤る可能性がある。

## 歴史
伝承によると、真言宗の開祖空海が、生まれの地である讃岐国と京の都を往復する際、小豆島にしばしば立ち寄ったという。この小豆島の各所で修業、祈念を行なったという。1686年（貞享3年）、小豆島の僧侶たちで、この空海の修業、祈念の場を整備したのが小豆島八十八ヶ所霊場である。

## 霊場一覧

### 初打ち～30番
- 初打ち 小豆島霊場総本院（れいじょうかいそうほんいん） 香川県小豆郡土庄町西本町甲
- 1番 洞雲山（どううんざん） 香川県小豆郡小豆島町坂手灘上甲
- 2番 碁石山（ごいしざん） 香川県小豆郡小豆島町苗羽甲
- 3番 観音寺（かんのんじ） 香川県小豆郡小豆島町坂手甲
- 3番 観音寺奥之院 隼山（はやぶささん） 香川県小豆郡小豆島町坂手東谷
- 4番 古江庵（ふるえあん） 香川県小豆郡小豆島町古江
- 5番 堀越庵（ほりこしあん） 香川県小豆郡小豆島町堀越甲
- 6番 田ノ浦庵（たのうらあん） 香川県小豆郡小豆島町田ノ浦甲
- 7番 向庵（むかいあん） 香川県小豆郡小豆島町苗羽字川向
- 8番 常光寺（じょうこうじ） 香川県小豆郡小豆島町苗羽甲
- 9番 庚申堂（こうしんどう） 香川県小豆郡小豆島町苗羽甲
- 10番 西照庵（さいしょうあん） 香川県小豆郡小豆島町芦ノ浦甲
- 11番 観音堂（かんのんどう） 香川県小豆郡小豆島町馬木
- 12番 岡之坊（おかのぼう） 香川県小豆郡小豆島町安田甲
- 13番 栄光寺（えいこうじ） 香川県小豆郡小豆島町安田
- 14番 清瀧山（きよたきさん） 香川県小豆郡小豆島町安田
- 15番 大師堂（だいしどう） 香川県小豆郡小豆島町木庄甲
- 16番 極楽寺（ごくらくじ） 香川県小豆郡小豆島町片城甲
- 17番 一ノ谷庵（いちのたにあん） 香川県小豆郡小豆島町小坪
- 18番 石門洞（せきもんどう） 香川県小豆郡小豆島町神懸通り越恵谷
- 19番 木下庵（きのしたあん） 香川県小豆郡小豆島町神懸通り
- 20番 佛ヶ瀧（ほとけがたき） 香川県小豆郡小豆島町神懸通り字佛ケ滝乙
- 21番 清見寺（せいけんじ） 香川県小豆郡小豆島町草壁本町
- 22番 峯之山庵（みねのやまあん） 香川県小豆郡小豆島町草壁本町尺越
- 23番 本堂（ほんどう） 香川県小豆郡小豆島町草壁本町尺越
- 24番 安養寺（あんようじ） 香川県小豆郡小豆島町西村甲
- 25番 誓願寺庵（せいがんじあん） 香川県小豆郡小豆島町西村甲
- 26番 阿弥陀寺（あみだじ） 香川県小豆郡小豆島町西村水木
- 27番 桜ノ庵（さくらのあん） 香川県小豆郡小豆島町西村水木
- 28番 薬師堂（やくしどう） 香川県小豆郡小豆島町蒲野多尾
- 29番 風穴庵（かざあなあん） 香川県小豆郡小豆島町富士甲
- 30番 正法寺（しょうぼうじ） 香川県小豆郡小豆島町吉野

### 31番～60番
- 31番 誓願寺（せいがんじ） 香川県小豆郡小豆島町二面
- 32番 愛染寺（あいぜんじ） 香川県小豆郡小豆島町室生
- 33番 長勝寺（ちょうしょうじ） 香川県小豆郡小豆島町池田
- 34番 保寿寺庵（ほじゅじあん） 香川県小豆郡小豆島町室生
- 35番 林庵（はやしあん） 香川県小豆郡小豆島町林
- 36番 釈迦堂（しゃかどう） 香川県小豆郡小豆島町池田
- 37番 明王寺（みょうおうじ） 香川県小豆郡小豆島町池田
- 38番 光明寺（こうみょうじ） 香川県小豆郡小豆島町池田
- 39番 松風庵（まつかぜあん） 香川県小豆郡小豆島町池田
- 40番 保安寺（ほあんじ） 香川県小豆郡小豆島町蒲生甲
- 41番 保安寺奥之院佛谷山（ぶっこくさん） 香川県小豆郡小豆島町平野乙
- 42番 長勝寺奥之院西ノ瀧（にしのたき） 香川県小豆郡小豆島町大石
- 43番 浄土寺（じょうどじ） 香川県小豆郡小豆島町大字中山字水口
- 44番 湯舟山（ゆふねさん） 香川県小豆郡小豆島町大字中山字杉尾
- 45番 地蔵寺堂（じぞうじどう） 香川県小豆郡小豆島町大字中山字水口
- 46番 多聞寺（たもんじ） 香川県小豆郡土庄町肥土山甲
- 47番 栂尾山（とがのおさん） 香川県小豆郡土庄町肥土山
- 48番 毘沙門堂（びしゃもんどう） 香川県小豆郡土庄町肥土山甲
- 49番 東林庵（とうりんあん） 香川県小豆郡土庄町上庄甲
- 50番 遊苦庵（ゆうくあん） 香川県小豆郡土庄町上庄
- 51番 宝幢坊（ほうどうぼう） 香川県小豆郡土庄町北山 （宝生院 内）
- 52番 旧八幡宮（きゅうはちまんぐう） 香川県小豆郡土庄町北山 （宝生院 内）
- 53番 本覚寺（ほんかくじ） 香川県小豆郡土庄町渕崎甲
- 54番 宝生院（ほうしょういん） 香川県小豆郡土庄町北山
- 55番 観音堂（かんのんどう） 香川県小豆郡土庄町平木
- 56番 行者堂（ぎょうじゃどう） 香川県小豆郡土庄町赤穂屋
- 57番 浄源坊（じょうげんぼう） 香川県小豆郡土庄町洲崎甲
- 58番 西光寺（さいこうじ） 香川県小豆郡土庄町本町銀杏通
- 58番 西光寺奥之院 誓願ノ塔（せいがんのとう） 香川県小豆郡土庄町本町王子山
- 59番 甘露庵（かんろあん） 香川県小豆郡土庄町大字鹿島甲
- 60番 江洞窟（ごうとうくつ） 香川県小豆郡土庄町柳甲

### 61番～番外霊場
- 61番 浄土庵（じょうどあん） 香川県小豆郡土庄町大字小瀬
- 62番 大乗殿（だいじょうでん） 香川県小豆郡土庄町大字大木戸
- 63番 蓮華庵（れんげあん） 香川県小豆郡土庄町大字大木戸
- 64番 松風庵（まつかぜあん） 香川県小豆郡土庄町大字天神甲
- 65番 光明庵（こうみょうあん） 香川県小豆郡土庄町洲崎甲
- 66番 等空庵（とうくうあん） 香川県小豆郡土庄町伊喜末南条
- 67番 瑞雲堂（ずいうんどう） 香川県小豆郡土庄町伊喜末
- 68番 松林寺（しょうりんじ） 香川県小豆郡土庄町伊喜末
- 69番 瑠璃堂（るりどう） 香川県小豆郡土庄町小江
- 70番 長勝寺（ちょうしょうじ） 香川県小豆郡土庄町長浜甲
- 71番 滝宮堂（たきのみやどう） 香川県小豆郡土庄町滝宮甲
- 72番 瀧湖寺（りょうこうじ） 香川県小豆郡土庄町笠ケ滝甲
- 72番 瀧湖寺奥之院 笠ヶ滝（かさがたき） 香川県小豆郡土庄町笠ケ滝乙
- 73番 救世堂（ぐぜどう） 香川県小豆郡土庄町小馬越甲
- 74番 円満寺（えんまんじ） 香川県小豆郡土庄町黒岩
- 75番 大聖寺（だいしょうじ） 香川県小豆郡土庄町馬越甲
- 76番 金剛寺（こんごうじ） 香川県小豆郡土庄町屋形崎甲
- 76番 金剛寺奥之院 三暁庵（さんぎょうあん） 香川県小豆郡土庄町屋形崎アジロ甲
- 77番 歓喜寺（かんぎじ） 香川県小豆郡土庄町北浦見目甲
- 78番 雲胡庵（うんこあん） 香川県小豆郡土庄町小海
- 79番 薬師庵（やくしあん） 香川県小豆郡土庄町田井
- 80番 観音寺（かんのんじ） 香川県小豆郡土庄町大部甲
- 81番 恵門ノ瀧（えもんのたき） 香川県小豆郡土庄町小部乙
- 82番 吉田庵（よしだあん） 香川県小豆郡土庄町吉田
- 83番 福田庵（ふくだあん） 香川県小豆郡小豆島町福田
- 84番 雲海寺（うんかいじ） 香川県小豆郡小豆島町福田
- 85番 本地堂（ほんぢどう） 香川県小豆郡小豆島町福田
- 86番 當浜庵（あてはまあん） 香川県小豆郡小豆島町当浜甲
- 87番 海庭庵（かいていあん） 香川県小豆郡小豆島町岩ケ谷甲
- 88番 楠霊庵（なんれいあん） 香川県小豆郡小豆島町橘甲
- 番外霊場 藤原寺（とうげんじ） 香川県小豆郡小豆島町見目甲

## ギャラリー

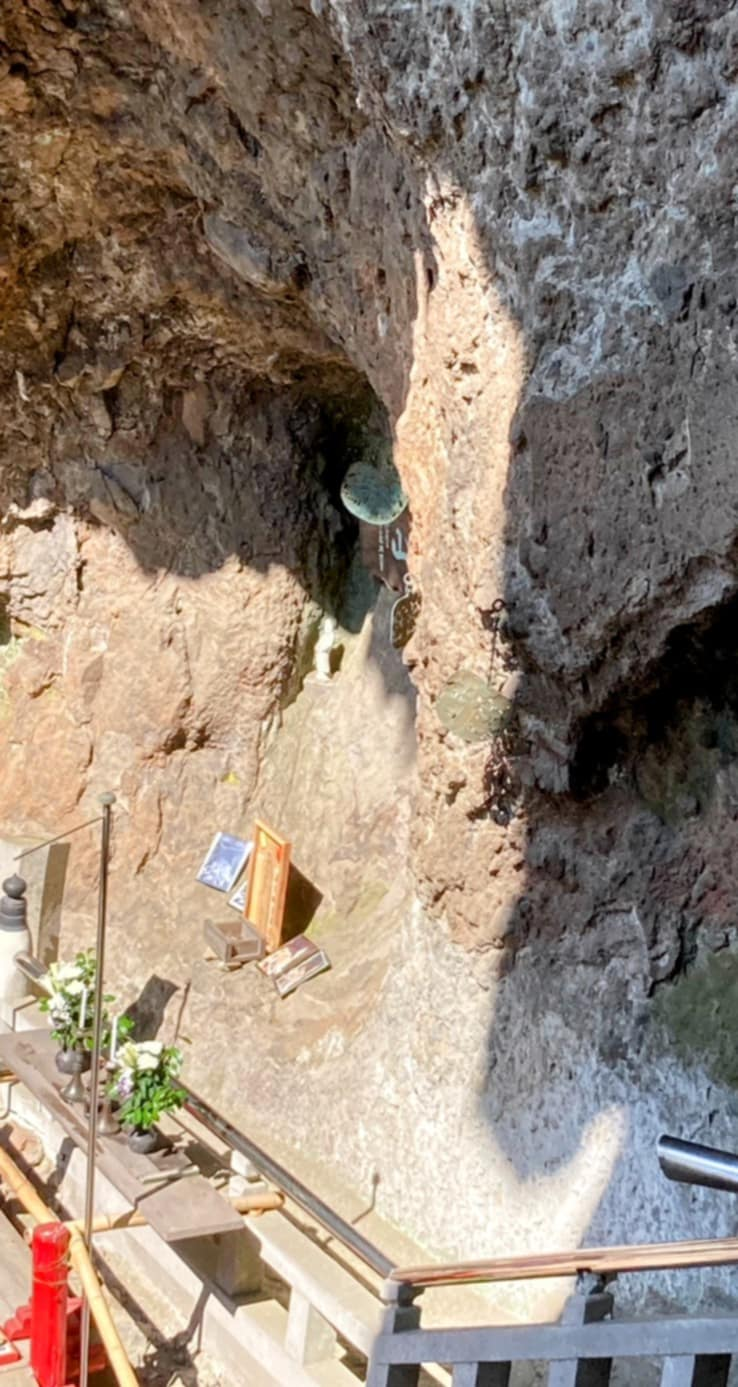
1番 洞雲山 夏至観音
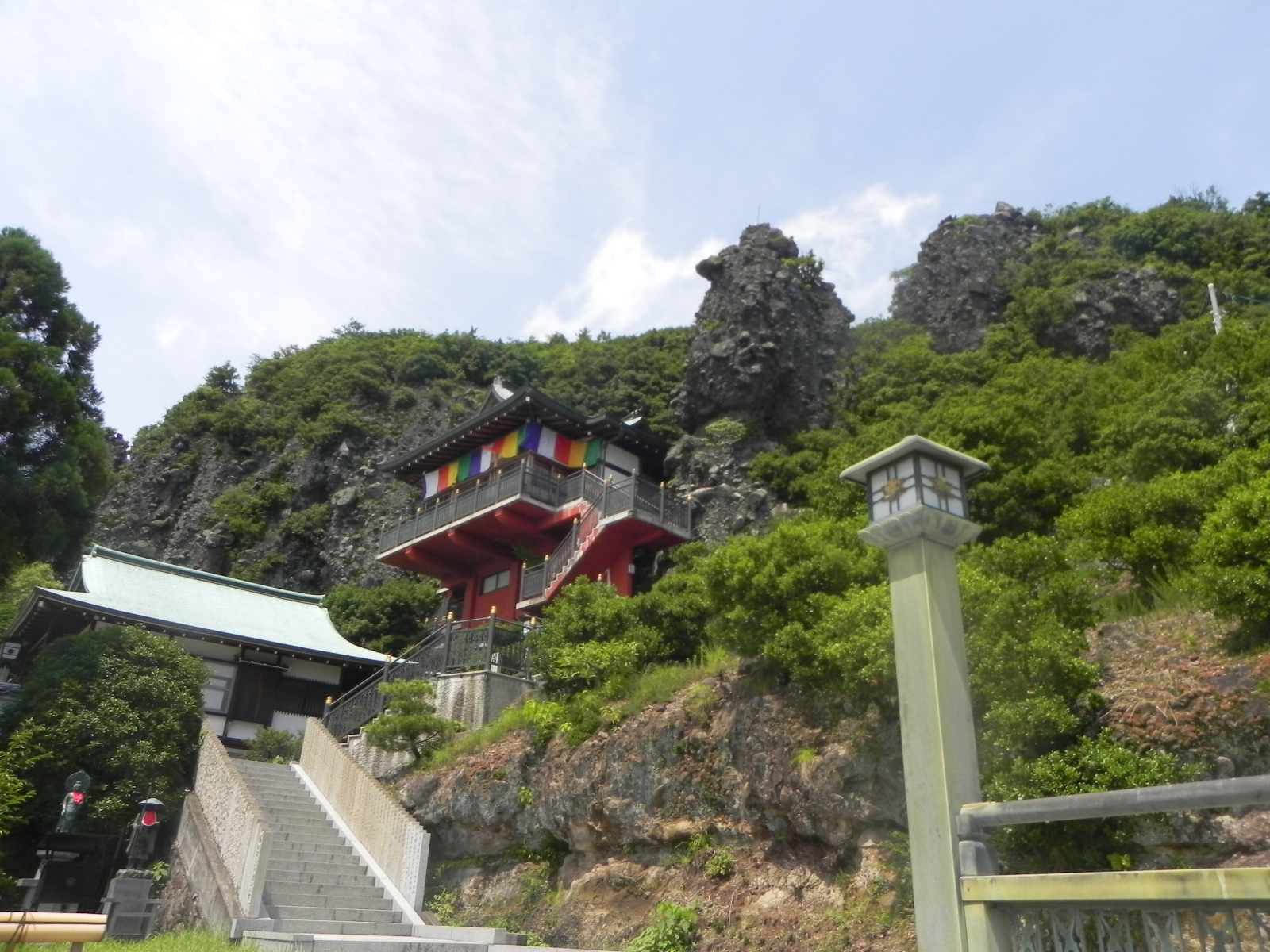
42番 西の瀧
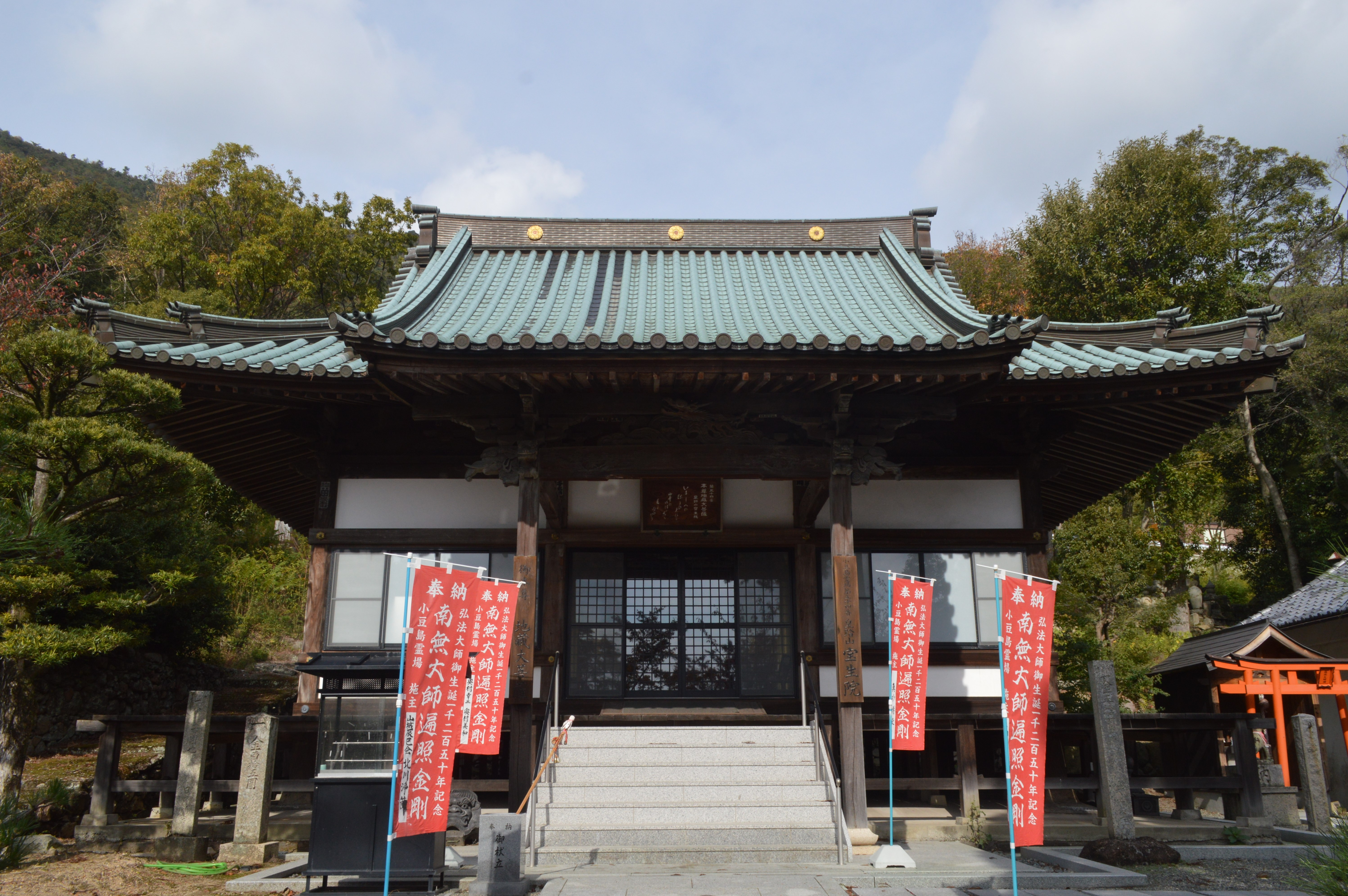
54番 宝生院
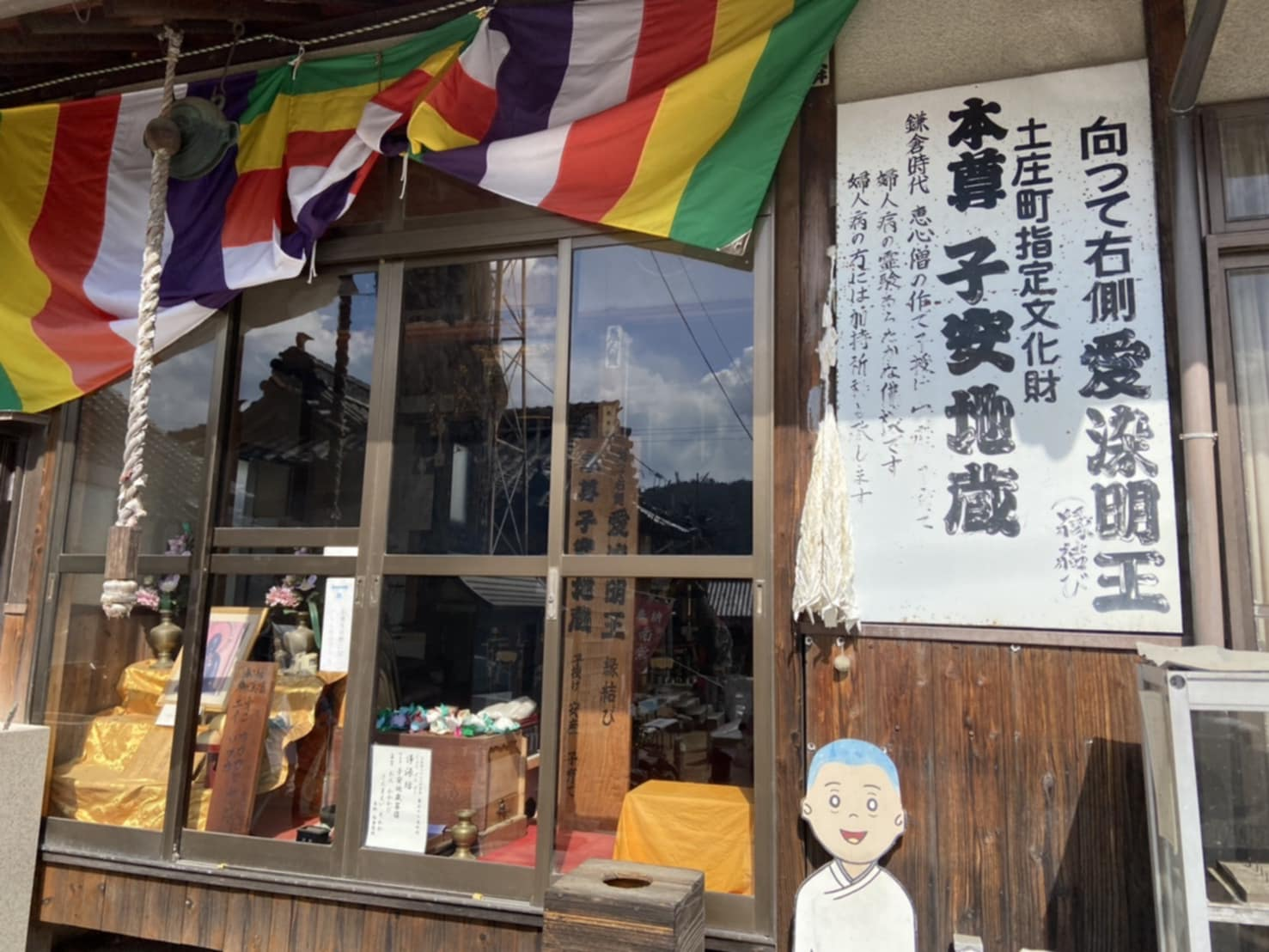
57番 浄源坊
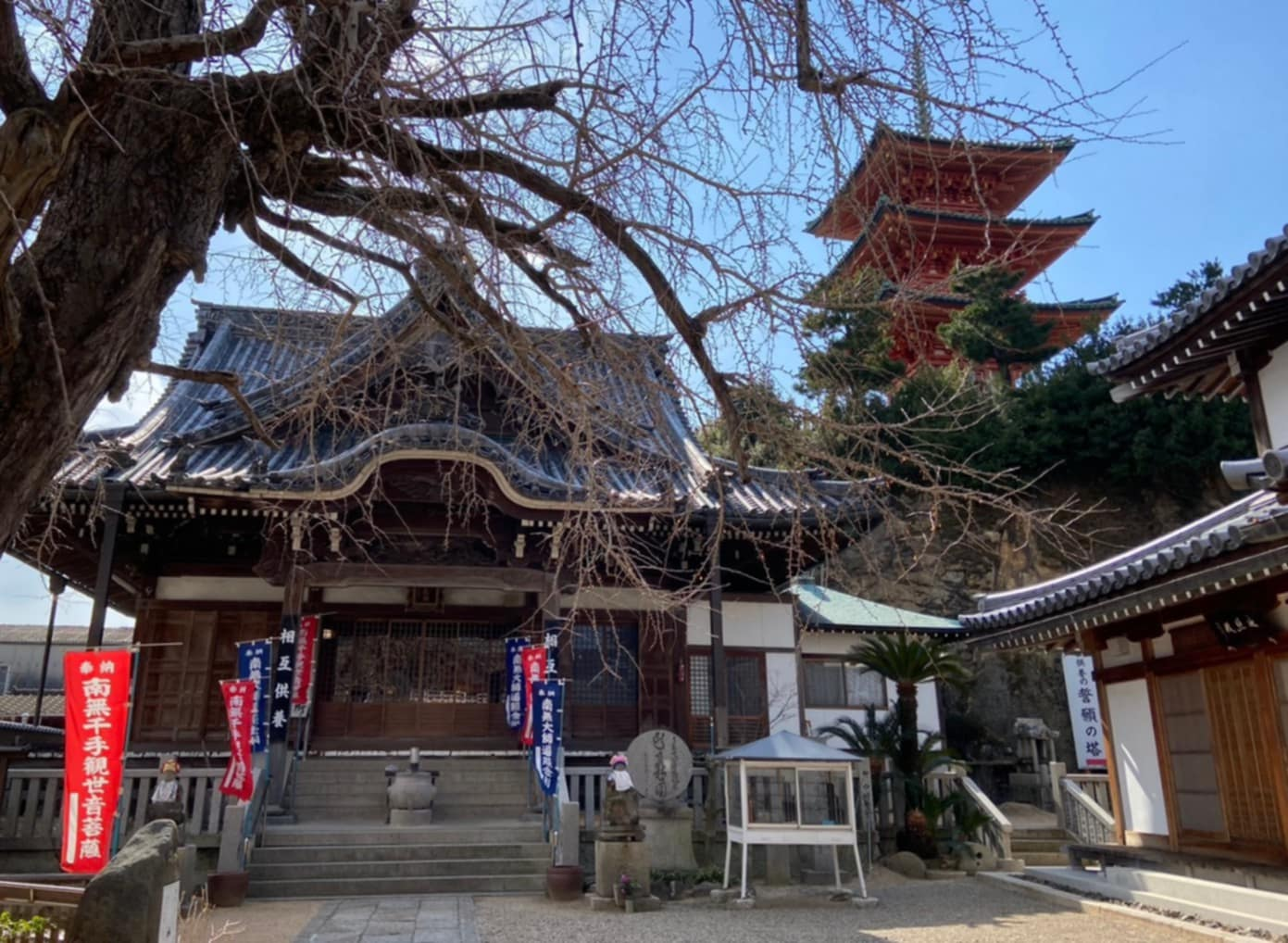
58番 西光寺
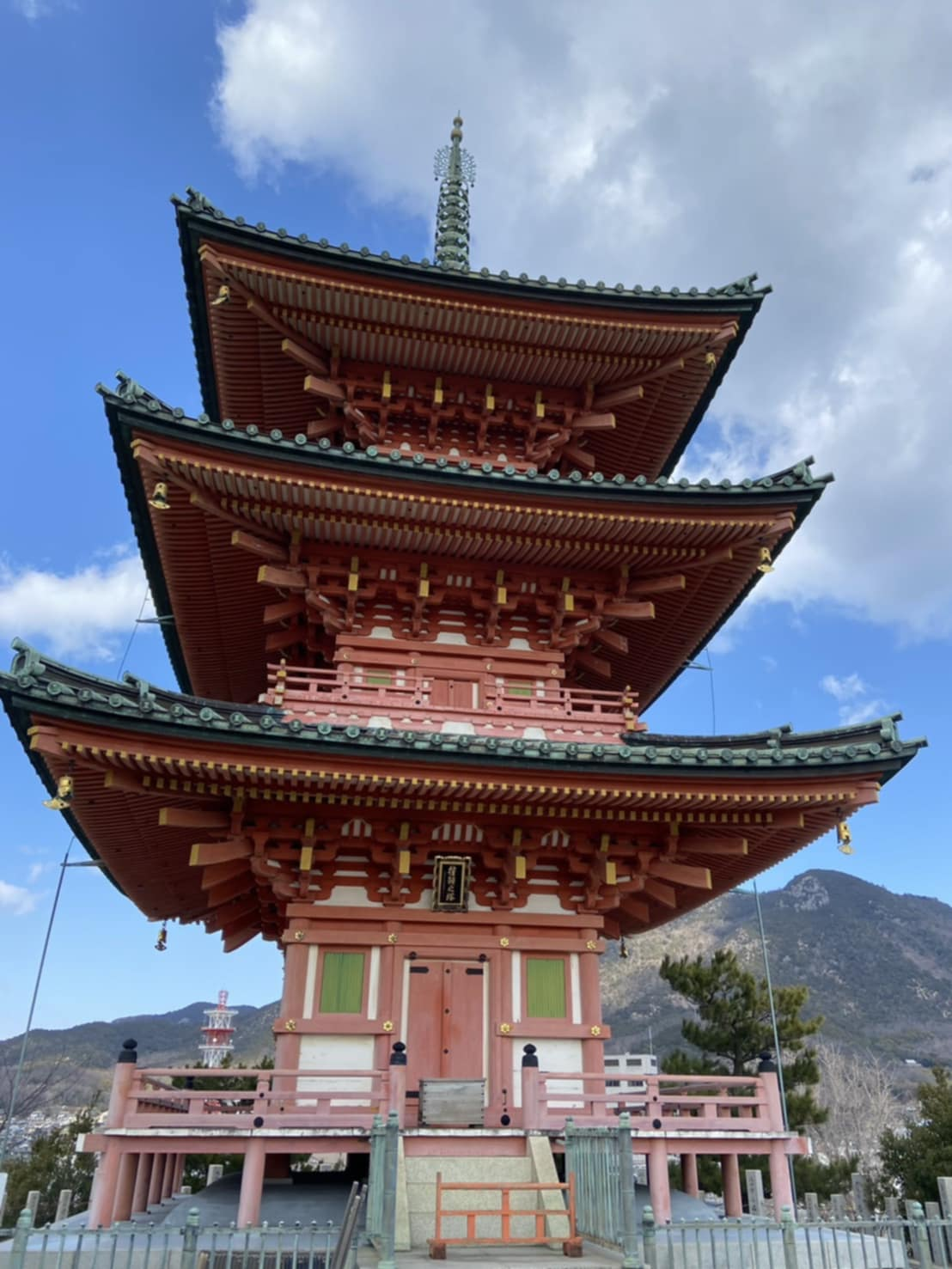
58番 西光寺奥之院 誓願ノ塔
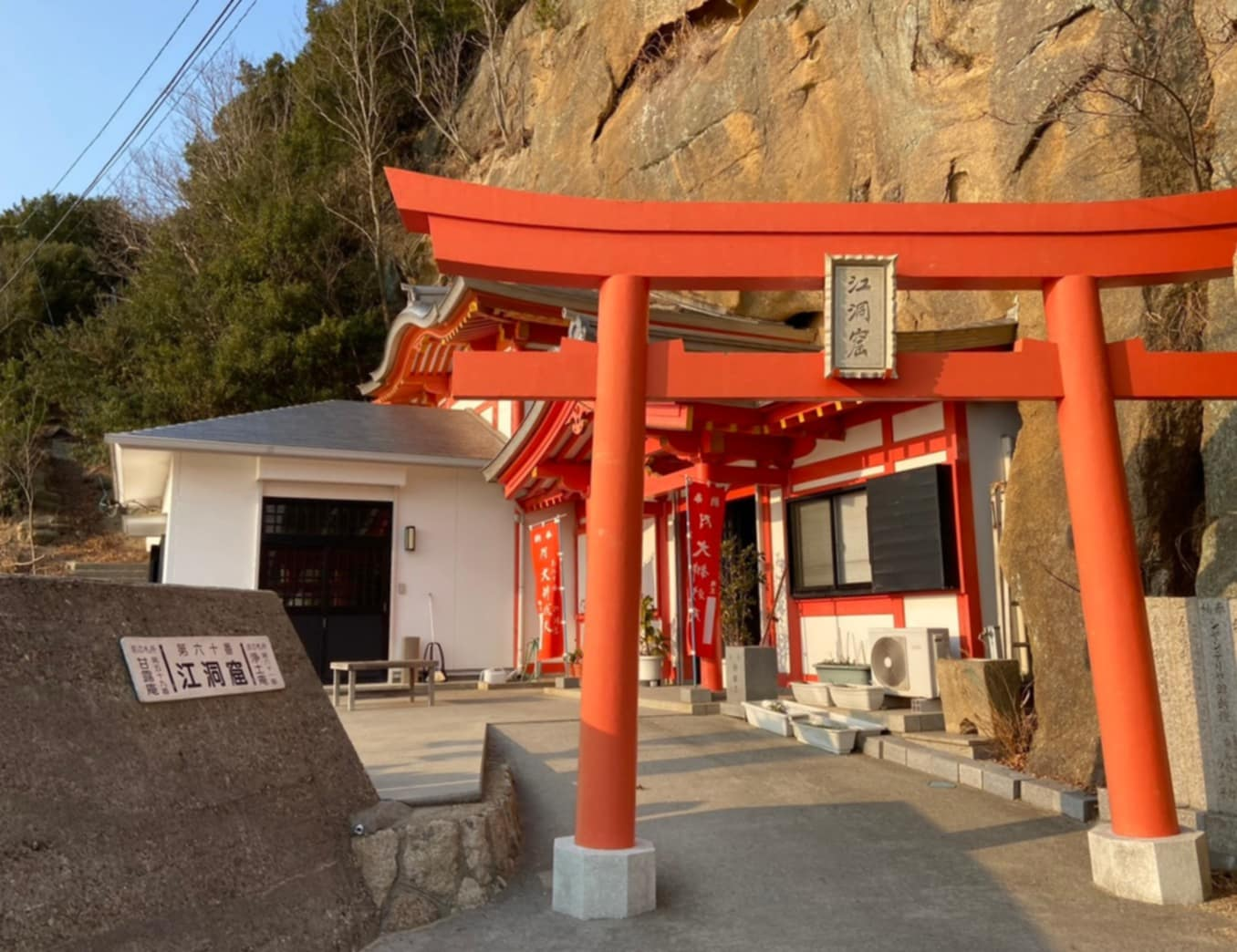
60番 江洞窟
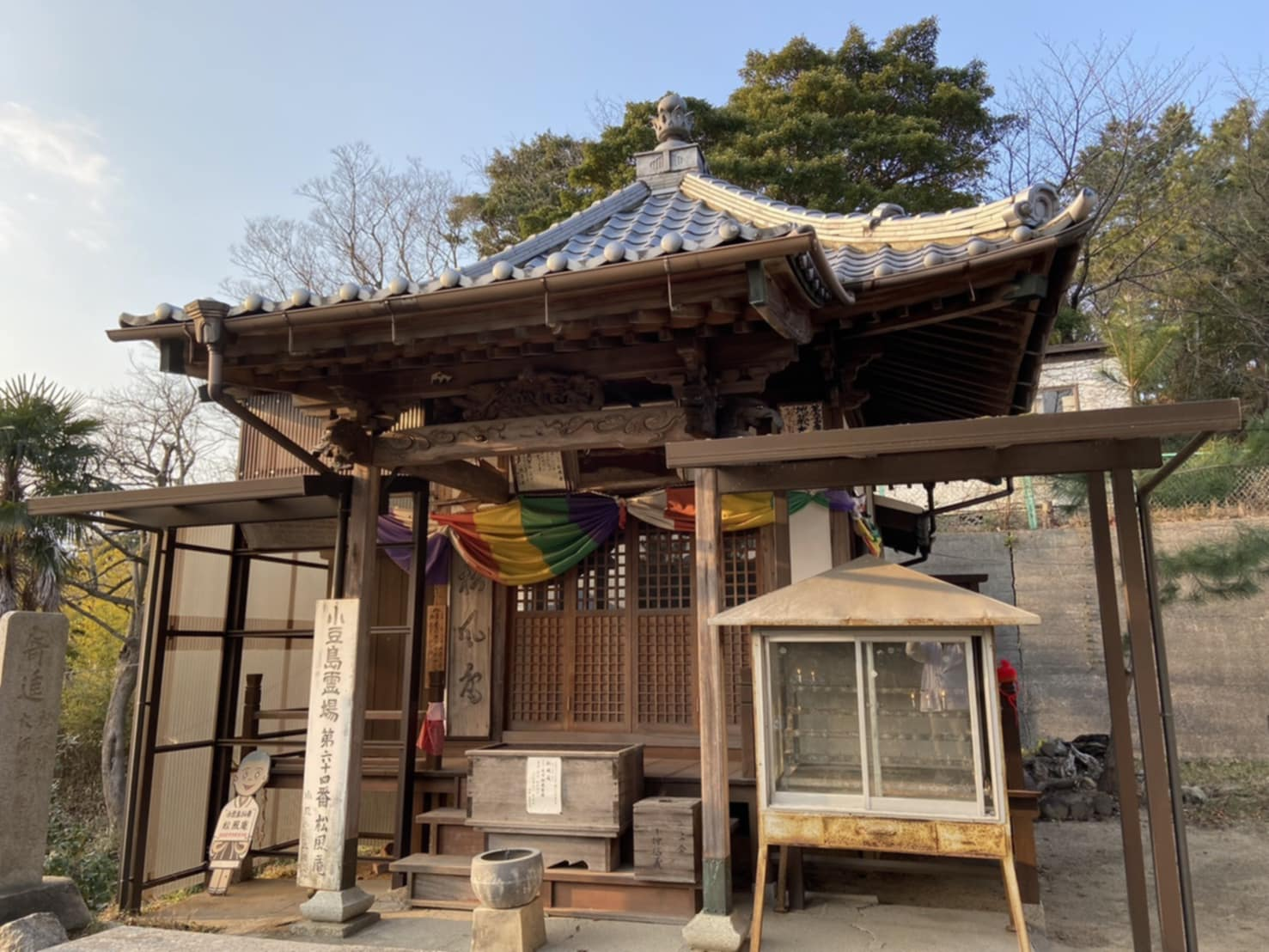
64番 松風庵
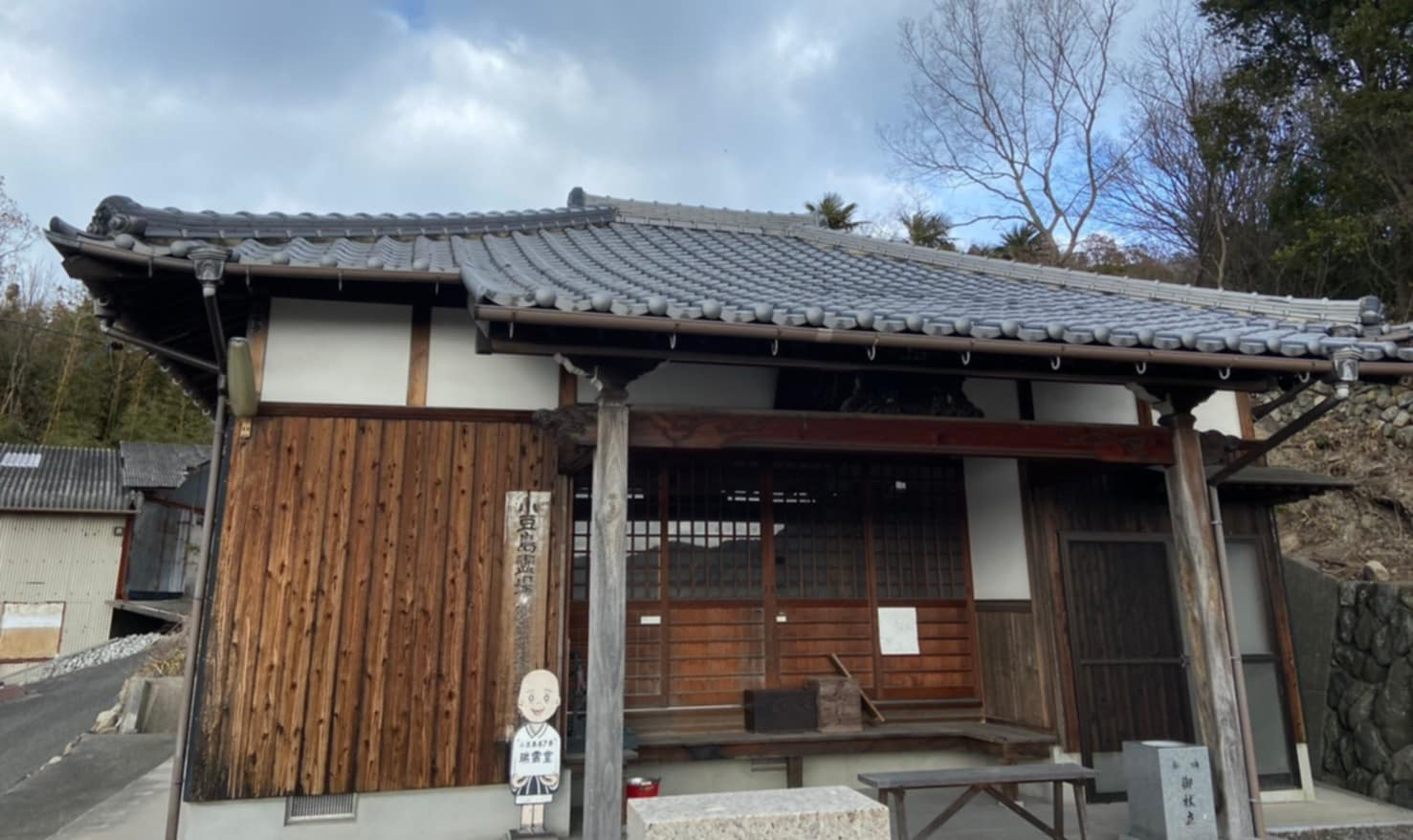
67番 瑞雲堂
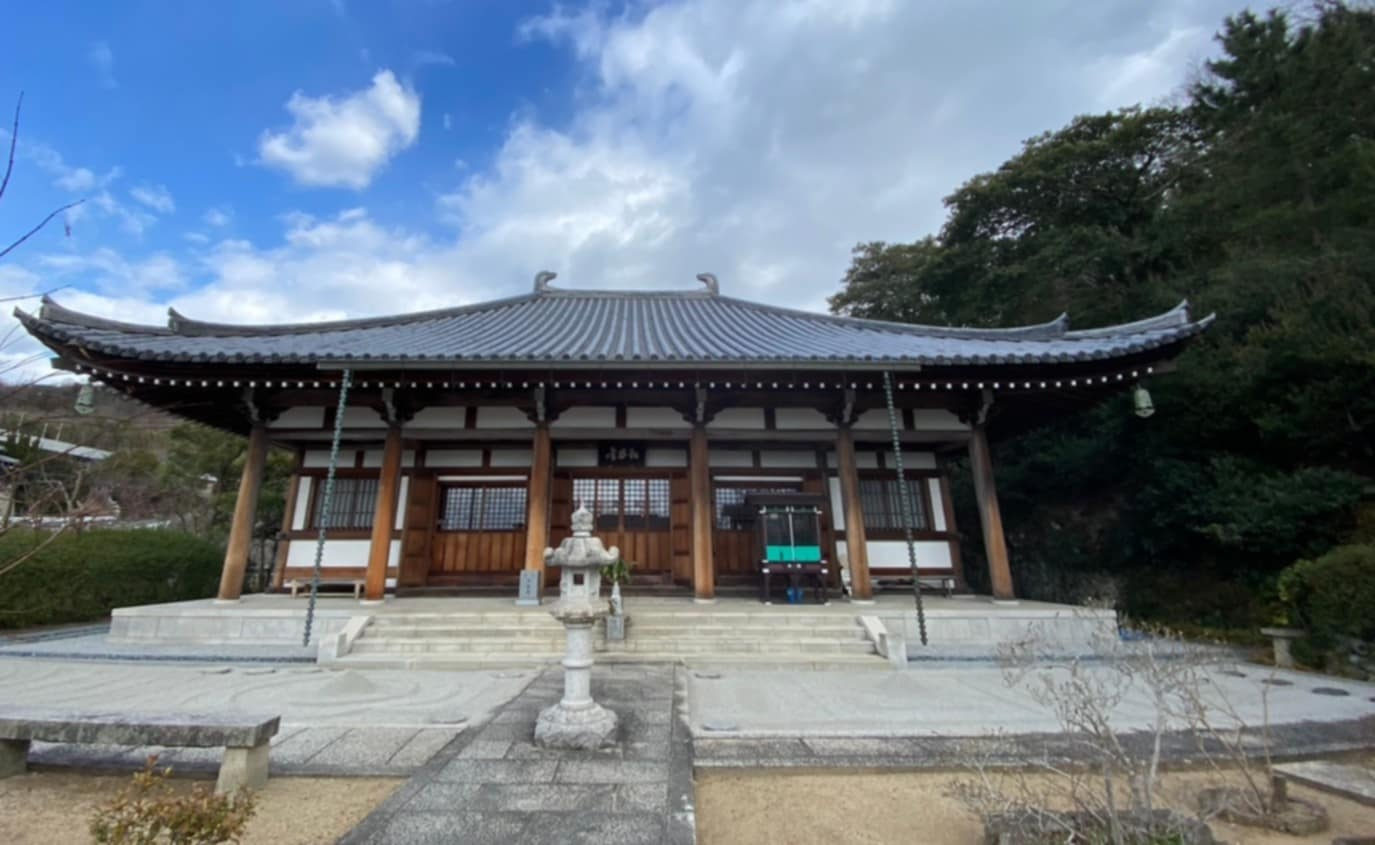
68番 松林寺
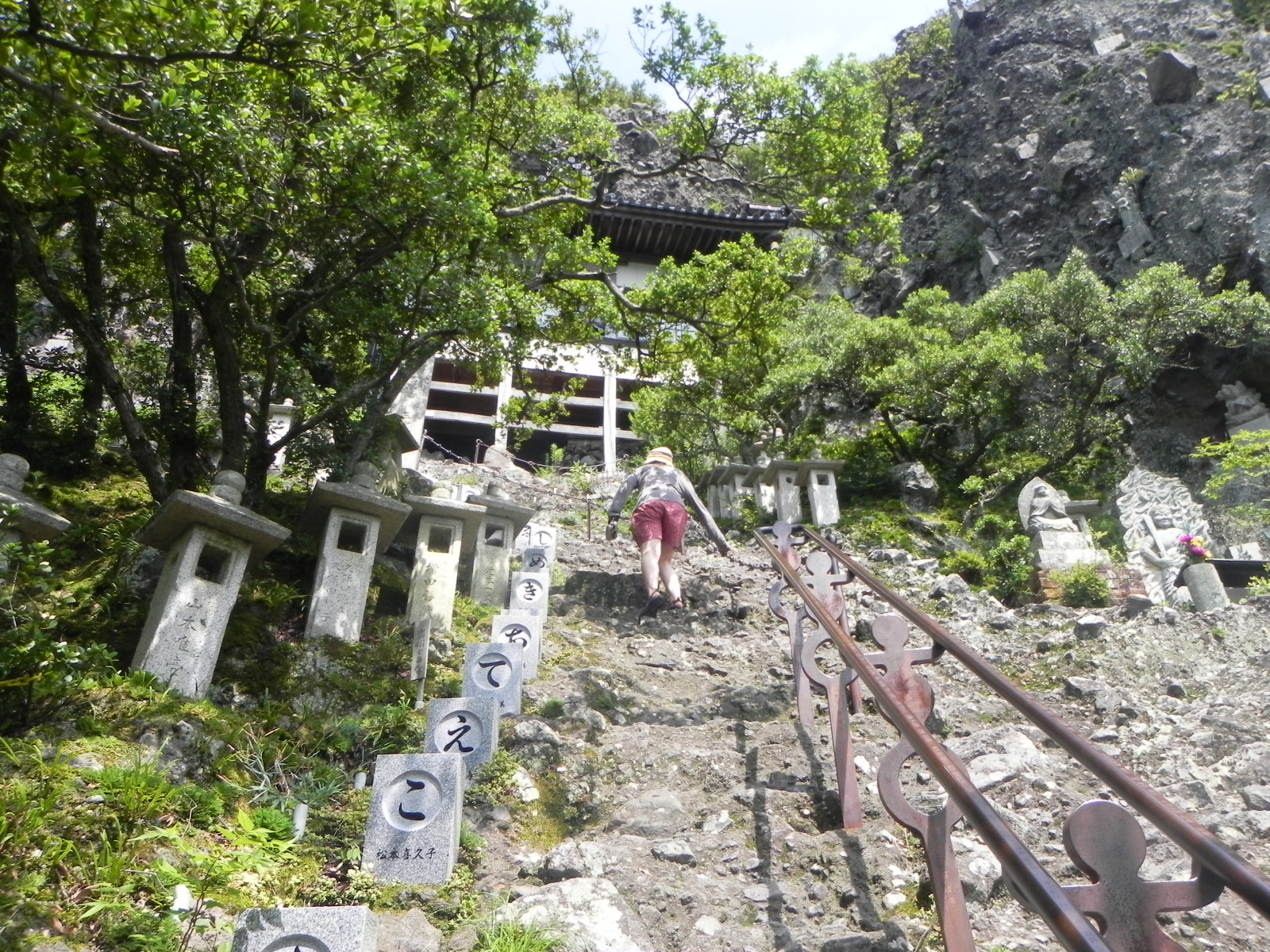
72番 滝湖寺奥之院 笠ヶ滝
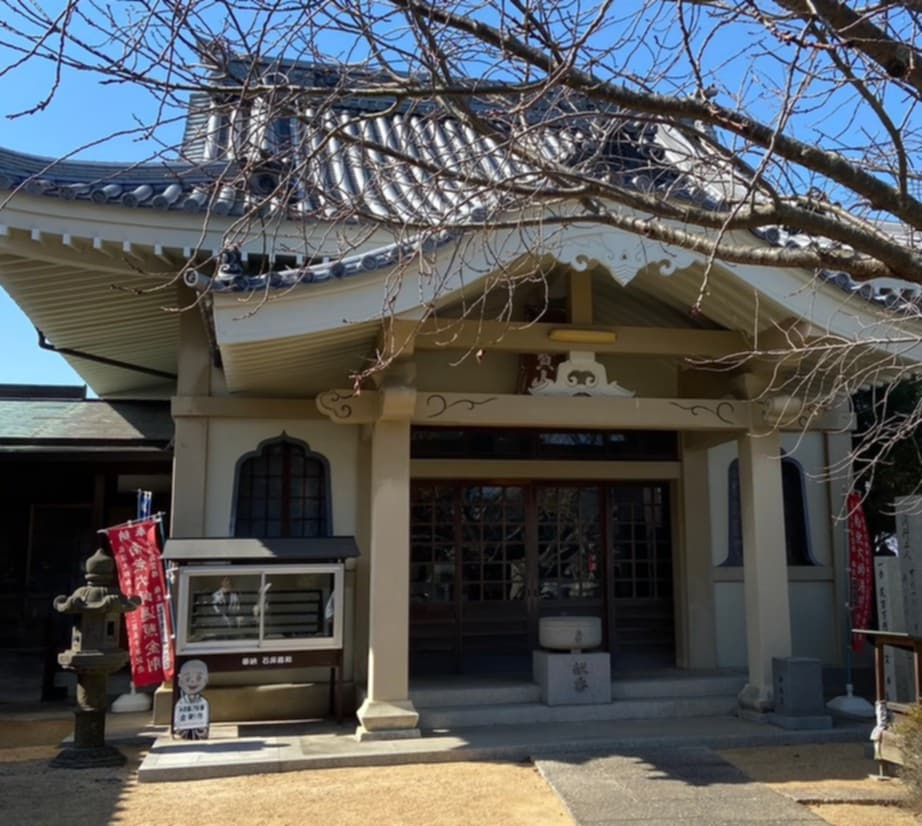
76番 金剛寺
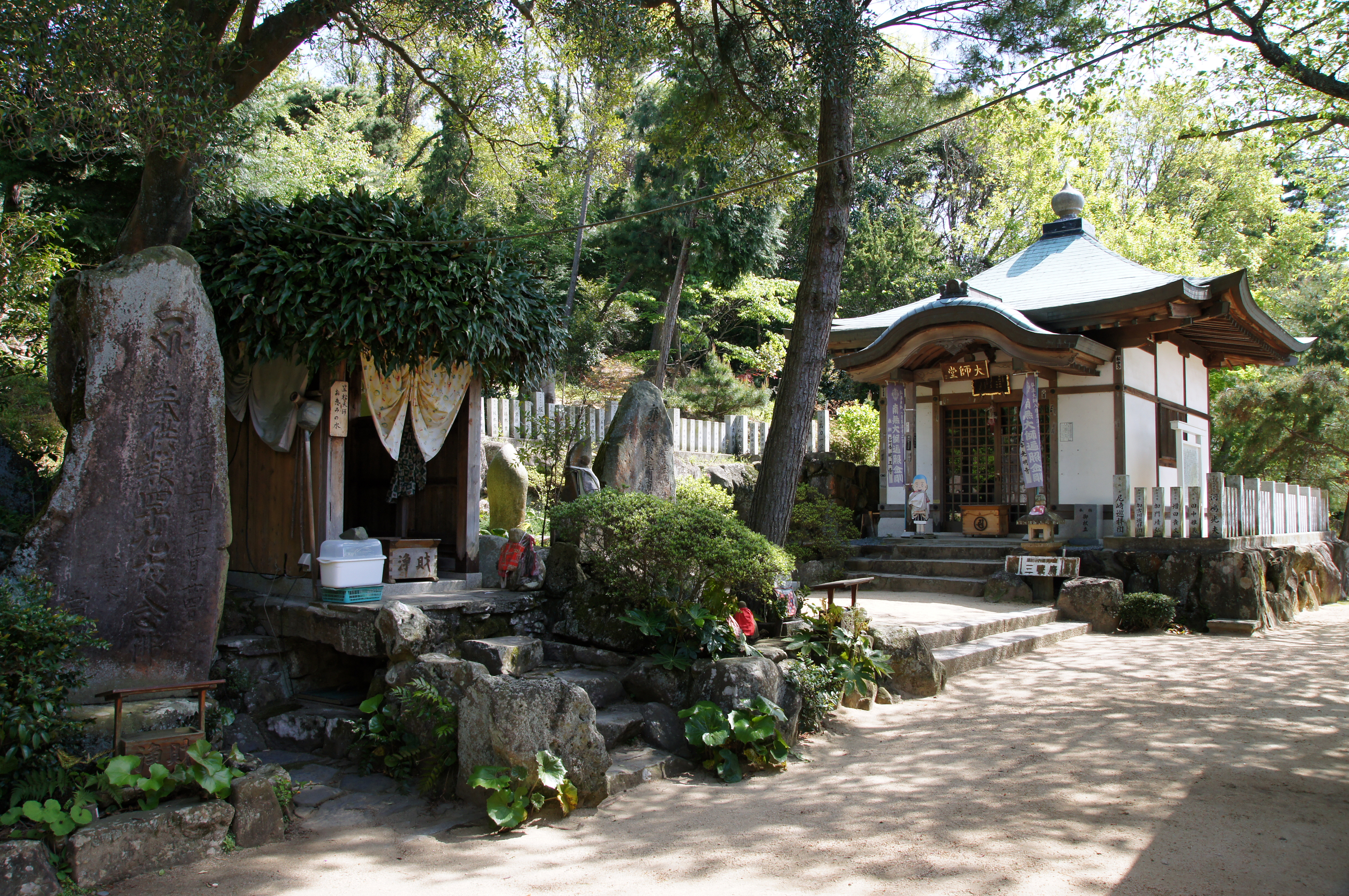
76番 金剛寺奥之院 三暁庵（笠松大師）

## 先達制度
小豆島霊場会があり、先達制度がある。最初の先達（権少）になるには同信引導10人以上で霊場を３回以上巡拝し、小豆島霊場会にある申請書で申し込む。巡拝数の証明に関して、個人の場合は、行きつけになった小豆島の宿や、札所寺院にしてもらうか、重ね印でする。団体の場合は小豆島霊場に精通した団体長にしてもらう。権大先達より上は前号補任より3年の経年制限と審査委員会における審査も必要になる。
- 階級：権少先達（3回以上）礼禄1600円、少先達（7回以上）礼禄3千円、権中先達（13回以上）礼禄4千円、中先達（17回以上）礼禄5千円、権大先達（21回以上）礼禄1万5千円、大先達（27回以上）礼禄2万円、特任大先達（審査委員会選任）礼禄5万円以上[2]